# Жан Досе
Жан Батист Габриел Жоашен Досе (на френски: Jean-Baptiste-Gabriel-Joachim Dausset) е френски имунолог, изследвал генетичните основи на имунните реакции. През 1980 г. получава Нобелова награда за физиология или медицина, заедно с Джордж Снел и Барух Бенасераф.